# Bryum planiusculum
Bryum planiusculum är en bladmossart som beskrevs av Lindberg och H. Arnell 1890. Bryum planiusculum ingår i släktet bryummossor, och familjen Bryaceae. Inga underarter finns listade i Catalogue of Life.